# 里爾都市球場
里爾都市球場（Stade Lille-Metropole）是位於法國里爾的一座多功能體育場。建于1976年，可容納18,154名觀眾。是法國足球甲級聯賽球隊里爾足球俱樂部的主場球場。

## 外部連結
- Lille OSC （页面存档备份，存于）'s website, which includes pictures of the stadium (in French)